# 卡尔维科
卡尔维科（義大利語：Carvico），是意大利贝加莫省的一个市镇。总面积4平方公里，人口4633人，人口密度1158.3人/平方公里（2009年）。国家统计（ISTAT）代码为016057。